# Johann Georg Steidle
Johann Georg Steidle, ab 1895 Johann Georg Ritter von Steidle (* 10. September 1828 in Diessen am Ammersee, Oberbayern; † 23. November 1903 in Würzburg) war ein deutscher Jurist, Rechtsanwalt und Erster rechtskundiger Bürgermeister der Stadt Würzburg von 1884 bis 1899.

## Leben
Johann Georg Steidle wurde als Sohn des Färbermeister Johann Georg Steidle geboren, der selbst zweimal das Bürgermeisteramt in Diessen bekleidete. Steidle jr. besuchte von 1834 bis 1837 Volksschulen in Diessen und im Allgäu. Danach erhielt er bis 1840 Unterricht in Griechisch und Latein. So konnte er anschließend die Lateinschule und das Gymnasium in Dillingen besuchen. Seine Ausbildung in Jugendjahren hatte einen stark theologisch-geistlichen Hintergrund. 
Sein Jurastudium begann Steidle im Wintersemester 1846/47 an der Julius-Maximilians-Universität Würzburg, wo er 1850 nach einjährigem Militärdienst sein Zweites Staatsexamen abschloss. Von 1850 bis 1858 arbeitete er als Konzipient bei zwei verschiedenen Würzburger Rechtsanwälten. 1859 reiste Steidle mit einem Kollegen im Auftrag des Königs Ludwig I. von Bayern nach Italien, um den Nachlass des verstorbenen Martin von Wagner zu verwalten. Nach seiner Rückkehr erhielt Steidle die Ehrendoktorwürde der Universität Würzburg. 
Ende 1859 erhielt er eine freie Advokatur durch das bayerische Innenministerium und war somit einer der vierzehn zugelassenen Rechtsanwälte in Würzburg.
Steidles öffentliches Wirken begann 1863/64, als er dem von Österreich und anderen süddeutschen Regierungen gegründeten Großdeutschen Verein beitrat. Steidle hielt im Ortsverband Würzburg mehrere Reden vor annähernd tausend Leuten und setzte sich für eine großdeutsche Lösung ein. Bereits ein Jahr später zog er sich aus dem öffentlichen Leben zurück. Dieser Entschluss ist wohl auf familiäre Probleme zurückzuführen. Dennoch blieb er durch die Mitgliedschaft in zahlreichen Vereinen mit dem gesellschaftlichen Leben der Stadt Würzburg verbunden. Erst in den Jahren des von Otto von Bismarck ausgerufenen Kulturkampfs setzte sich Hofrat Steidle wieder massiv für die Belange der katholischen Kirche ein, was um 1870 wohl dazu führte, dass er sich der Kommunalpolitik zuwandte.
Von 1869 bis 1880 betrieb er die Entfestigung der Stadt. 1875 wurde er Mitglied des Gemeindekollegiums.

### Wirken als Bürgermeister
Bei den Würzburger Bürgermeisterwahlen am 21. Juli 1884 trat Steidle, seit spätestens 1878 Sprecher der Patriotenpartei, als der „ultramontane“ Kandidat an. Trotz einer breiten liberalen Front konnte sich Steidle als Nachfolger des überraschend verstorbenen Georg Zürn gegen seine Mitbewerber Karl von Bumm (Münchner Regierungsassessor Würzburger Herkunft) und Karl Attensamer (Rechtsrat; gestorben im April 1893) durchsetzen und versprach für seine Amtsperiode Sparsamkeit, Unparteilichkeit und Gerechtigkeit in der Stadtverwaltung. Von der Gegenseite wurde ihm sein Alter sowie mangelnde Kenntnis und Unerfahrenheit in der Verwaltung vorgeworfen. 
Im August 1887 wurde Steidle „definitiv“ (auf Lebenszeit) zum Bürgermeister der Stadt wiedergewählt. In dieser Amtsperiode sorgte er u. a. für die Fertigstellung des Ringparks sowie für die Errichtung der Luitpold- und der Löwenbrücke. Weiterhin kümmerte sich Steidle um die Modernisierung der Stadt (Straßenbau, Trinkwasserversorgung).

### Amtsniederlegung und Tod
Trotz diverser Affären und Querelen regierte Steidle noch bis in sein 71. Lebensjahr als Bürgermeister und trat zum 31. Dezember 1899 von seinem Amt zurück. Als Grund führte er seine geschwächte Gesundheit an. Er verbrachte seine letzten Jahre zurückgezogen in Würzburg, beobachtete aber weiterhin das Gemeindewesen der Stadt. Am 23. November 1903 verstarb Johann Georg Ritter von Steidle an einer Lungenentzündung. Sein Nachfolger wurde der bisherige Zweite Bürgermeister Philipp Michel.

## Familie und Nachkommen
Steidle heiratete 1860 die Halbmexikanerin Sophia Franziska Maria-de-la-Luz Lang. Zusammen hatten sie drei Söhne. Sein Sohn Eduard heiratete am 1. Juli 1895 die Tochter Marie des Miltenberger Bürgers und türkischen Majors Johann Robert von Capitain.
Zu seiner zahlreichen Nachkommenschaft gehören unter anderem sein Enkel Luitpold Steidle, sein Urenkel Gerhard M. Hotop, sein Ururenkel Rainald Goetz und seine Ururuenkelin Doreen Steidle.